# Woronisch
Woronisch (ukrainisch Вороніж; russisch Воронеж Woronesch) ist eine Siedlung städtischen Typs in der Oblast Sumy im Norden der Ukraine mit über 7000 Einwohnern (2014).

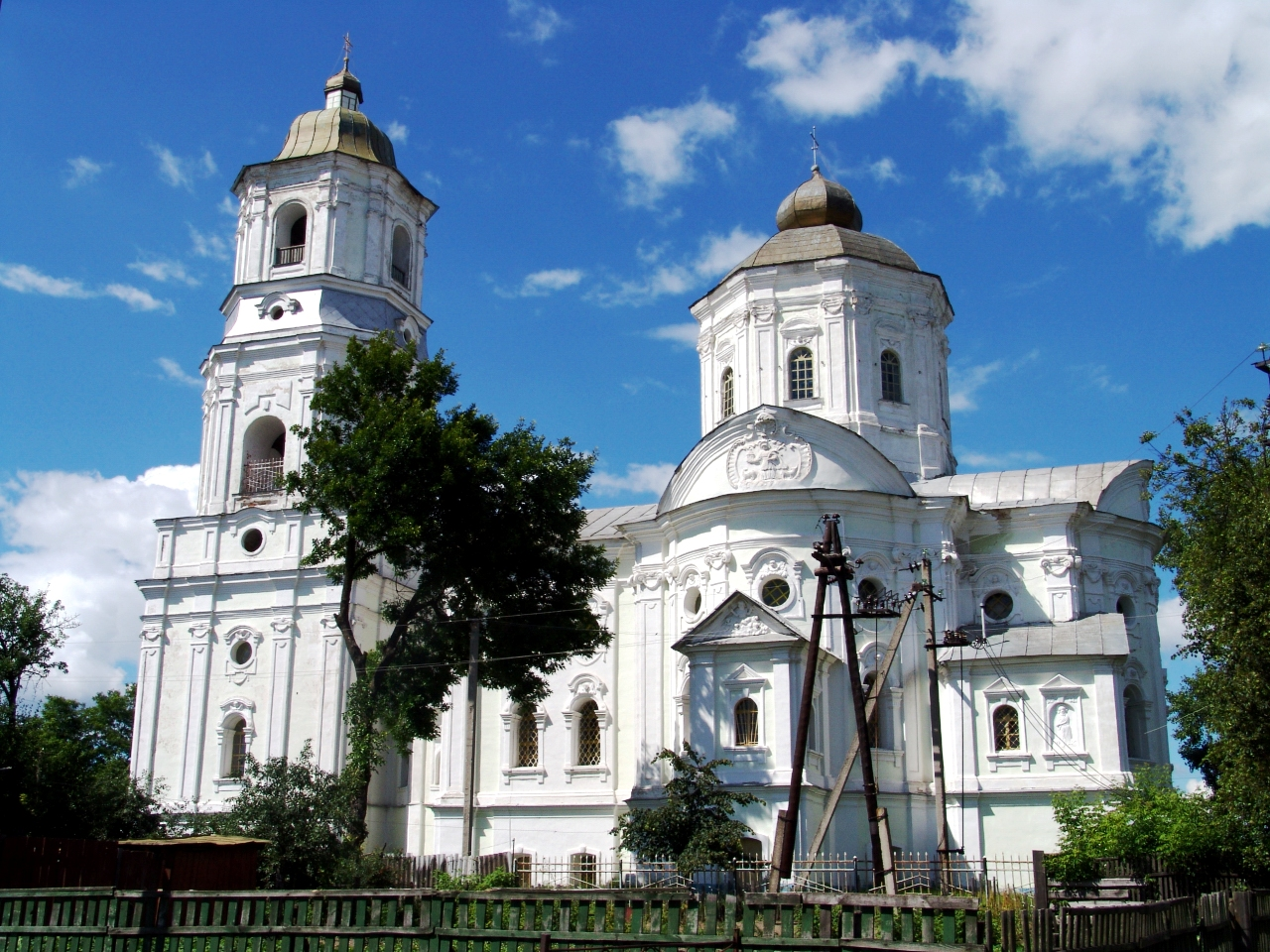
Michael-Kirche von 1781 in Woronisch

## Geschichte
Die Ortschaft, die seit 1938 den Status einer Siedlung städtischen Typs hat, feierte am 15. September 2007 ihr 830-jähriges Bestehen.

## Geographie
Woronisch liegt an der Ossota (ukrainisch Осота), einem 31 km langen Nebenfluss der Desna, im Rajon Schostka im Norden der Oblast Sumy. Der Bahnhof der Ortschaft liegt an der Bahnstrecke Konotop–Nawlja der Piwdenno-Sachidna Salisnyzja.
Durch Woronisch verläuft die Territorialstraße T-19-07, über die das Rajonzentrum Schostka nach 12 km in nördliche Richtung zu erreichen ist.
Am 12. Juni 2020 wurde die Siedlung ein Teil der Stadtgemeinde Schostka, bis dahin bildete sie zusammen mit den Dörfern Kurdjumiwka (Курдюмівка) und Massykiw (Масиків) die gleichnamige Siedlungsratsgemeinde Woronisch (Воронізька селищна рада/Woroniska selyschtschna rada) im Süden des Rajons Schostka.

## Söhne und Töchter von Woronisch
- Pantelejmon Kulisch (1819–1897), Schriftsteller, Dichter, Folklorist, Ethnograph, Kritiker, Redakteur, Historiker und Verleger